# تپه ب لله لو
تپه ب لله لو مربوط به سده‌های متأخر دوران‌های تاریخی پس از اسلام است و در شهرستان ورزقان، بخش مرکزی، دهستان ازومدل جنوبی، ۲ کیلومتری جنوب روستای لله لو واقع شده و این اثر در تاریخ ۱۲ شهریور ۱۳۸۶ با شمارهٔ ثبت ۱۹۳۶۶ به‌عنوان یکی از آثار ملی ایران به ثبت رسیده است.